# Бабье царство (фильм)
«Бабье царство» — советский художественный фильм 1967 года режиссёра Алексея Салтыкова.

## Сюжет
Фильм о колхознице, возглавившей женщин села в годы войны и прошедшей с ними весь ужас немецкой оккупации, которая лишила её сына, мужа и родного дома.

## В ролях
| Актёр                | Роль                                   |
| -------------------- | -------------------------------------- |
| Римма Маркова        | Надежда Петровна                       |
| Нина Сазонова        | Анна Сергеевна                         |
| Светлана Жгун        | Настя                                  |
| Александра Дорохина  | жена Жана Марина                       |
| Валентина Столбова   | жена Василия Софья                     |
| Варвара Попова       | Комариха                               |
| Светлана Суховей     | Дуняша Носкова                         |
| Анатолий Кузнецов    | Жан Петриченков                        |
| Пётр Чернов          | инструктор райкома партии Павел Якушев |
| Ефим Копелян         | фашистский комендант Каспар            |
| Александр Грузинский | старик-садовод                         |
| Борис Кудрявцев      | староста                               |
| Фёдор Одиноков       | Василий                                |
| Виталий Соломин      | Костя (Константин Дмитриевич) Лубенцов |
| Александр Граве      | завмаг                                 |
| Дмитрий Шутов        | Матвей Игнатьевич                      |
| Галина Соколова      | Химка Петриченкова                     |
| Валентина Березуцкая | Матрёна                                |
| Алексей Крыченков    | сын Надежды Петровны Коля              |
| Николай Юдин         | Барышок                                |
| Павел Тимченко       | районный начальник                     |
| Леонид Видавский     | Крыченков                              |
| Роберт Даглиш        | переводчик                             |
| Эрвин Кнаусмюллер    | немецкий ефрейтор                      |

## Съёмочная группа
- Автор сценария: Юрий Нагибин
- Режиссёр-постановщик: Алексей Салтыков
- Оператор: Геннадий Цекавый, Виктор Якушев
- Художник: Евгений Свидетелев
- Композитор: Андрей Эшпай

## Награды
- ВКФ (Всесоюзный кинофестиваль)
  - 1970 — Диплом и Премия за лучшее исполнение женской роли (Римма Маркова)
- МКФ в Сан-Себастьяне
  - 1968 — Специальный диплом за лучшее исполнение женской роли (Римма Маркова)
- Лидер проката (1968, 1905 копий, 4 место) — 49,6 млн зрителей.